# Mahikeng (gmina)
Mafikeng – gmina w Południowej Afryce, w Prowincji Północno-Zachodniej, w dystrykcie Ngaka Modiri Molema. Siedzibą administracyjną gminy jest Mahikeng.